# Soufrière (Dominica)
Soufrière ist ein Dorf an der Südwestküste des Inselstaates Dominica. Im Jahre 2001 hatte es 1416 Einwohner und war damit der größte Ort im Parish Saint Mark.

## Geographie
Der Ort liegt in einem alten Vulkankrater, der von den Hängen der Soufrière Ridge eingefasst wird. Zum Meer hin ist der Krater offen und bildet die Soufrière Bay. Südlich des Ortes erheben sich die kleinen Nebendome von Morne Patates und Morne Crabier. Östlich des Ortes entspringt die Schwefelquelle Soufrière Sulphur Springs (Grand Soufrière). 
Das Ortsbild wird bestimmt von der römisch-katholischen Pfarrkirche St. Mark.